# 25 Cabot Square
Le 25 Cabot Square est un bâtiment de la ville de Londres, au Royaume-Uni. Il est situé dans le quartier de Canary Wharf. Il est haut de 82 m et comporte 17 étages pour une superficie totale de 41 666 m2. Il fut conçu par le cabinet d'architectes Skidmore Owings & Merrill et fut construit en 1991.  
Au niveau du premier étage, le bâtiment est relié au 20 Cabot Square par une passerelle piétonne construite quelques années après la construction du building.